# 雪佛龍大廈
雪佛龍大廈（英語：Chevron House），舊稱加德士大廈（英語：Caltex House），是一棟位於新加坡市中心萊佛士坊的摩天大樓。其地址為萊佛士坊30號，該地區是萊佛士坊金融中心所在。大廈的土地產權為99年，起始年份為1989年。大廈鄰近多座新加坡建築地標，包括新置地大廈、哥烈碼頭16號、真者里、The Arcade等，這些地標都距大廈約100（110碼）近。大廈與新加坡地鐵萊佛士坊地鐵站以地下道方式連接，另外與鄰近的哥烈碼頭16號以一座四層樓高的玻璃圓頂裙樓相連著，內設有零售商圈。
大廈樓層為地上33層樓，地下3樓，建築高度為152.0（498.7英尺），並且是國際企業加德士的總部。

## 歷史
雪佛龍大廈由墨菲/揚建築事務所與Architects 61共同設計，於1993年完工，於鄰近的哥烈碼頭16號相比則晚一年。其他參與開發案的企業有凱德商業信託、Savu投資私人有限公司、凱德集團、大林組、仙台Eversendai工程集團、Steen顧問私人有限公司、PCR工程私人有限公司、其士集團（Chevalier Group）、里德·漢特利比公司（Rider Hunt Levett & Bailey）、东芝电梯株式会社。

### 高盛收購
2007年9月，高盛聯合基金以7.3億新加坡元收購雪佛龍大廈，相當於每平方英尺淨出租面積2,780美元（29,924美元/平方公尺），這是高盛在新加坡第二次重大辦公樓收購案。凱德集團從這次股權收購案中，獲得約1.580億美元利潤。
在高盛收購前，雪佛龍大廈由幾家公司擁有。凱德集團擁有大廈50%股權，亞洲知識產權基金（IP Property Fund Asia）與職聰英康保險合作社各有大廈25%股權。幾個月後，鄰近的哥烈碼頭16號也被高盛收購。 
2019年5月3日新加坡豪利控股（Oxley Holdings），以10億2500萬新元（約50億7400萬元人民幣）出售雪佛龍大廈給Golden Compass（英屬維爾京群島）有限公司，豪利控股是於2017年12月以6億6000萬新元（約32亿6700万元人民幣）購入上述大廈

## 建築結構
雪佛龍大廈建築風格偏向於晚期現代主義，與春葉大廈及哥烈碼頭16號相近。大廈建材主要使用鋁材、玻璃、鋼材等，入口處設有四層樓高的門廊以及玻璃巨筒。玻璃巨筒的特點在於它頂部半圓形花紋遮陽板，這特殊的結構，使雪佛龍大廈與其他在萊佛士坊的摩天大樓有著獨特之處。

## 照片集
- 在街道旁仰望雪佛龍大廈(標識為加德士)
- 雪佛龍大廈中庭
- 雪佛龍大廈（圖左下處）